# Siebenhöfen (Tannenberg)

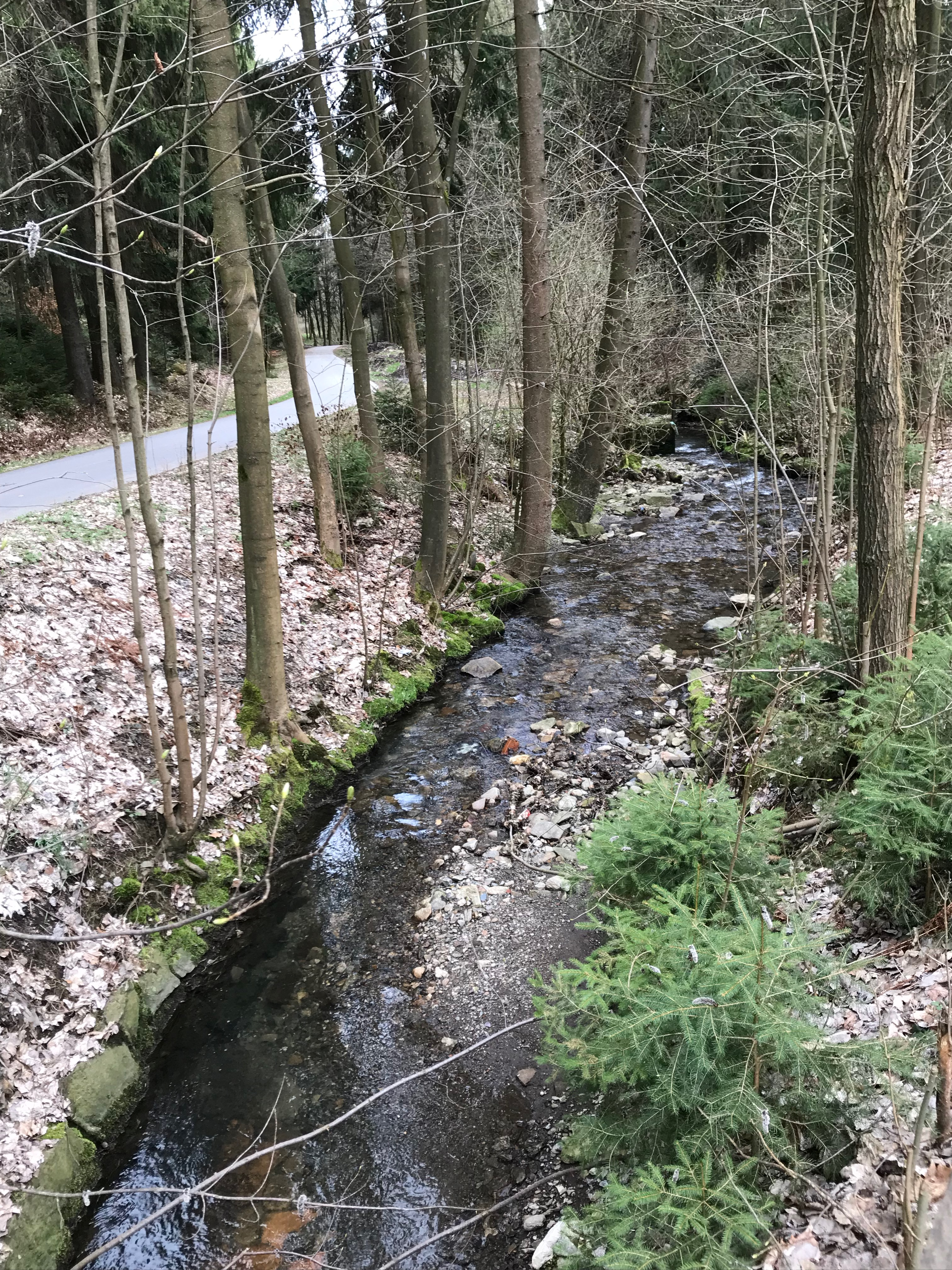
Geyerbach in Siebenhöfen

Siebenhöfen ist der einzige Ortsteil der Gemeinde Tannenberg im sächsischen Erzgebirgskreis.

## Geografie

### Lage
Siebenhöfen liegt 2,5 Kilometer nordwestlich des Ortszentrums von Tannenberg. An die Bebauung der Stadt Geyer schließt sich der Ort hingegen im Süden nahtlos an. Siebenhöfen liegt im Mittleren Erzgebirge am Geyerbach, der in Tannenberg in die Zschopau mündet. Die Geyersche Binge liegt direkt nördlich von Siebenhöfen.

## Geschichte

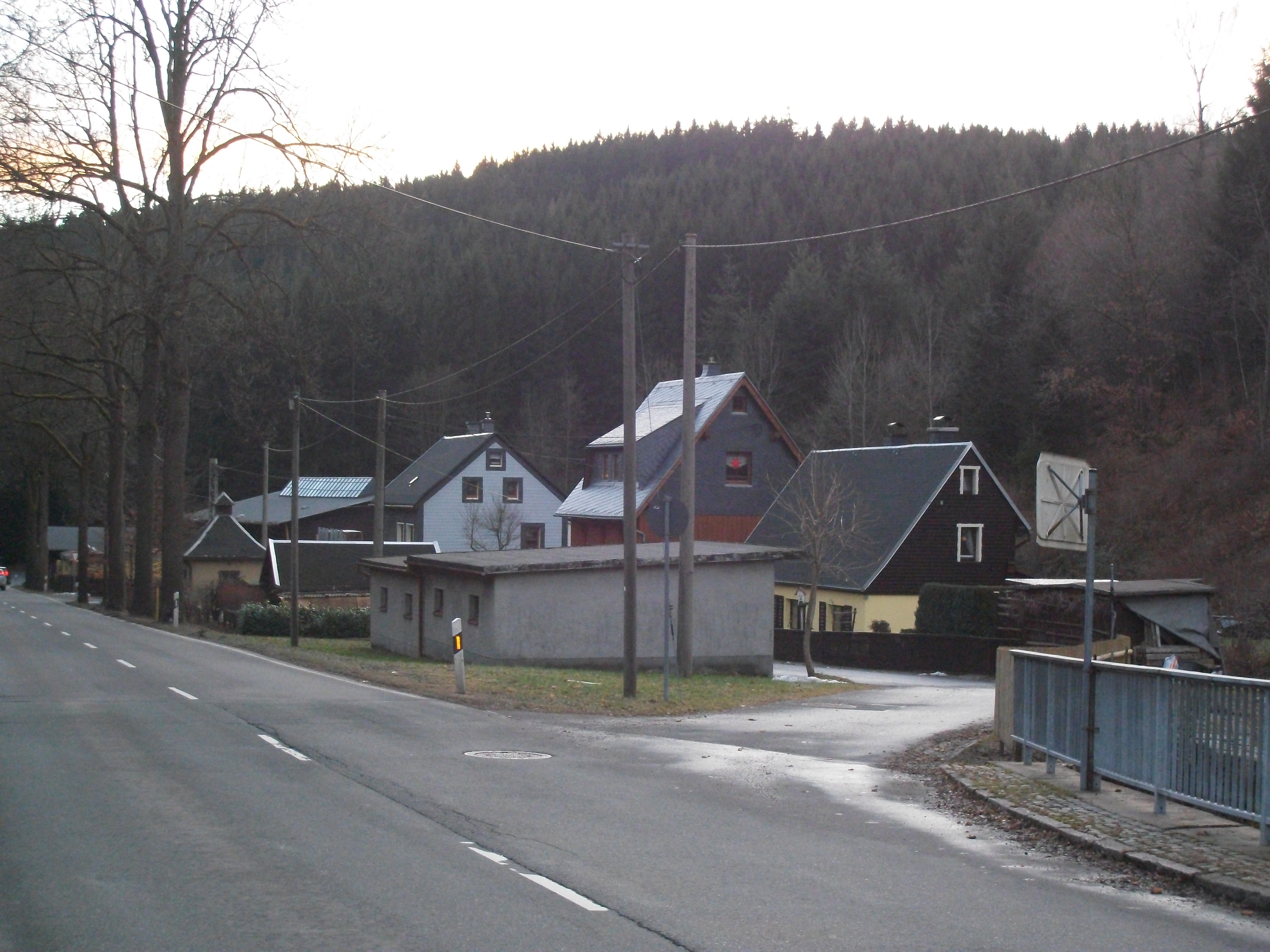
Siebenhöfen, Ortsausgang Richtung Tannenberg

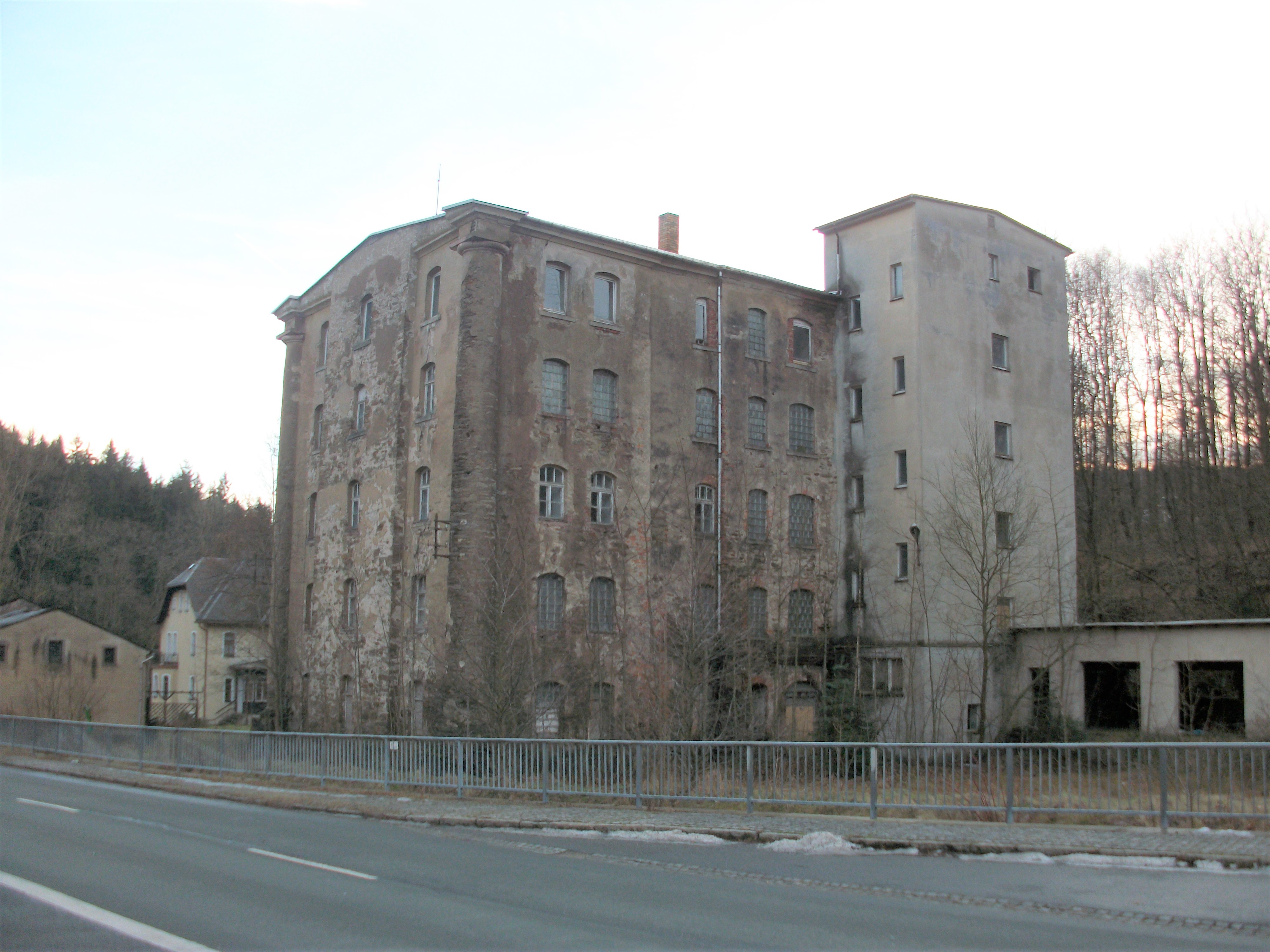
Evans-Fabrik in Siebenhöfen

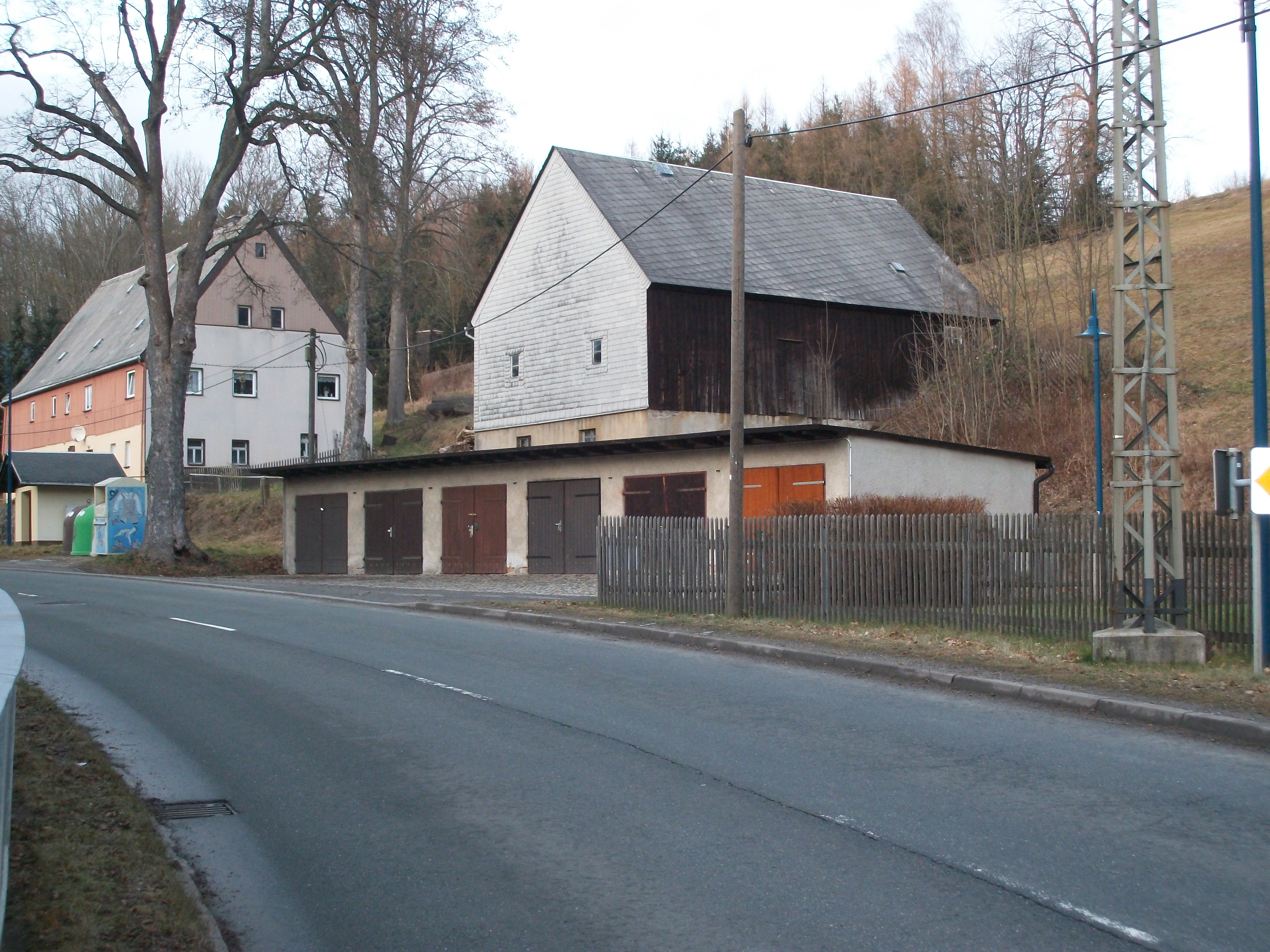
Standort ehemaliger Haltepunkt Siebenhöfen

Die Siedlung Siebenhöfen im Tal des Geyerbachs zwischen der Bergstadt Geyer im Norden und dem Dorf Tannenberg im Südosten gehörte bereits um 1696 zur Grundherrschaft des Ritterguts Tannenberg, bei dem sie bis ins 19. Jahrhundert verblieb. Obwohl Siebenhöfen schon immer zu Tannenberg gehört, wurde es bezüglich des Bergbaus eher zur Bergstadt Geyer gerechnet. Die Schmelzhütten und Pochwerke des Geyerschen Bergbaus zogen sich das Tal hinunter bis nach Siebenhöfen und prägten das Ortsbild bis ins 18. Jahrhundert. In ihnen wurde das im nahen Geyersberg geförderte Erz weiterverarbeitet. Bis heute erinnert die „Pochwerkgasse“ an diese Zeit. Im Jahr 1716 bestand Siebenhöfen aus fünf kleinen Gütern und zwei Häusleranwesen.
Im frühen 19. Jahrhundert begann die Industrialisierung Siebenhöfens. Am 14. August 1812 kaufte der britische Spinnmeister und Maschinenbauer Evan Evans, der auch als Begründer der industriellen Baumwollspinnerei in Sachsen gilt, von der Zwitterstockgewerkschaft in Geyer das auf den Fluren des Rittergutes Tannenberg gelegene Gelände der Hohneujahrer und Oberen Neidhardter Schmelzhütten und Pochwerke für 300 Taler. Er begann an dieser Stelle mit der Errichtung einer eigenen Baumwollspinnerei, für die der Schlettauer Industriebaumeister Johann Traugott Lohse die Baupläne lieferte. Diese war seinerzeit das größte Fabrikgebäude in Sachsen. Nachdem die Fabrik in Siebenhöfen ihren Betrieb aufgenommen hatte, verkaufte sie Evans im Jahr 1814 an seine Frau. Evan Evans widmete sich vorrangig der Konstruktion der Spinntechnik, für die er den Zainhammer in Tannenberg erworben hatte. Nach dem Tode der Frau von Evan Evans übernahm der Sohn Eli Evans (1805–1882) im Jahr 1838 das Unternehmen. Seine Schüler entwickelten die Technik der Textilindustrie in Sachsen weiter. Im Jahr 1878 verkaufte Evans die Spinnerei an Karl F. Fichtner. Mit Eröffnung der Schmalspurbahn Schönfeld-Wiesa–Meinersdorf erhielt die direkt neben dem Haltepunkt Siebenhöfen liegende Fabrik im Jahr 1888 die Möglichkeit, mit einem Abzweiggleis und Verladegrube ihre Produkte auf Bahnwagons zu verladen. Die Evanssche Spinnerei in Siebenhöfen brannte 1896 aus, beim Wiederaufbau ging durch Abbrüche ganzer Gebäudeteile und Umgestaltungen, wie dem Wegfall des Kielbogendaches, viel von der ursprünglichen Architektur Lohses verloren. Das Gebäude wurde bis 1990 noch als Lagergebäude genutzt, seitdem steht das unter Denkmalschutz stehende Gebäude leer. Am 17. August 1967 wurde mit der Einstellung des Schienenverkehrs auf der Schmalspurbahn auch der Haltepunkt Siebenhöfen stillgelegt.
Siebenhöfen gehörte als Bestandteil von Tannenberg bis 1856 zum kursächsischen bzw. königlich-sächsischen Amt Wolkenstein. Ab 1856 gehörte Tannenberg mit dem Ortsteil Siebenhöfen zum Gerichtsamt Geyer und ab 1875 zur Amtshauptmannschaft Annaberg. Durch die zweite Kreisreform in der DDR kam die Gemeinde Tannenberg mit ihrem Ortsteil Siebenhöfen im Jahr 1952 zum Kreis Annaberg im Bezirk Chemnitz (1953 in Bezirk Karl-Marx-Stadt umbenannt), der ab 1990 als sächsischer Landkreis Annaberg fortgeführt wurde und 2008 im Erzgebirgskreis aufging.

## Persönlichkeiten
- Eli Evans (1805–1882), Sohn von Evan Evans, Unternehmer und Politiker
- Evan Evans (1765–1844), britischer Spinnmeister und Maschinenbauer. Er gilt als der Begründer der industriellen Baumwollspinnerei in Sachsen.